# النجد (ناطع)

تعديل مصدري - تعديل

النجد هي إحدى قرى عزلة ذمسنومة بمديرية ناطع التابعة لمحافظة البيضاء، بلغ تعداد سكانها 24 نسمة حسب تعداد اليمن لعام 2004.